# Rubens Caetano
Rubens Caetano, właśc. Jorge Caetano Rubens (ur. 19 czerwca 1941 w Rio de Janeiro, zm. 5 grudnia 2016 w Valinhos) – piłkarz brazylijski, występujący na pozycji obrońcy.

## Kariera klubowa
W czasie kariery piłkarskiej Rubens Caetano grał w Fluminense FC i SE Palmeiras.

## Kariera reprezentacyjna
W 1960 roku Rubens Caetano uczestniczył w Igrzyskach Olimpijskich w Rzymie. Na turnieju Rubens wystąpił w meczu grupowym reprezentacji Brazylii z Wielką Brytanią i Włochami.
W 1959 roku uczestniczył w Igrzyskach Panamerykańskich, na których Brazylia zajęła drugie miejsce.